# Rudnia (Volgogrado)
Rudnia (ruso: Ру́дня) es un asentamiento de tipo urbano de Rusia, capital del raión homónimo en la óblast de Volgogrado.
En 2021, el territorio del asentamiento tenía una población de 6488 habitantes, de los cuales 6086 vivían en el propio asentamiento y el resto repartidos en seis pedanías rurales: los pueblos (siola) de Yegórovka-na-Medvéditse, Mitiákino, Razlivka, Rúskaya Bundevka y Tersinka y el posiólok de Sadovi.
Se ubica unos 20 km al suroeste de Zhírnovsk, sobre la carretera 18K-5 que lleva a Yelán. Al sur del asentamiento fluye el río Tersá, unos 5 km antes de desembocar en el río Medvéditsa.

## Historia
Se conoce la existencia del asentamiento en documentos desde 1699, cuando era una slobodá llamada "Uspenskaya" (Успенская). A mediados del siglo XVIII, se encontró aquí una importante mina de hierro, y la localidad comenzó a dedicarse a la extracción y procesamiento de dicho material como su principal actividad. En esta época adoptó su actual topónimo, que en ruso hacía referencia históricamente a un lugar donde se funde el hierro. En 1861 pasó a ser la sede de su propia vólost, en el uyezd de Kamyshin de la gobernación de Sarátov. Por su ubicación pasó a ser conocida como "Rudnia Kamýshinskaya" para diferenciarla de otras localidades rusas llamadas "Rudnia". Adoptó el estatus de capital distrital en 1928, cuando se definieron los raiones del krai del Bajo Volga. En 1959, el pueblo de Rudnia Kamýshinskaya se fusionó con varias localidades rurales muy cercanas a su casco urbano, dando lugar al actual asentamiento de tipo urbano de Rudnia. Sin embargo, en 1994 perdió parte de su casco urbano, al separarse parte del territorio anexionado para formar una localidad separada llamada Rúskaya Bundevka.